# Clubiona dunini
Clubiona dunini este o specie de păianjeni din genul Clubiona, familia Clubionidae, descrisă de Mikhailov în anul 2003. Conform Catalogue of Life specia Clubiona dunini nu are subspecii cunoscute.